# Roodbuikparadijsmonarch
De roodbuikparadijsmonarch (Terpsiphone rufiventer) is een zangvogel uit de familie Monarchidae (monarchen).

## Verspreiding en leefgebied
Deze soort komt voor in westelijk en centraal Afrika en telt elf ondersoorten:
- T. r. rufiventer: Senegal, Gambia en westelijk Guinee.
- T. r. nigriceps: van Sierra Leone en Guinee tot Togo en zuidwestelijk Benin.
- T. r. fagani: Benin en zuidwestelijk Nigeria.
- T. r. tricolor: het eiland Bioko (Golf van Guinee).
- T. r. neumanni: van zuidoostelijk Nigeria tot noordelijk Angola.
- T. r. schubotzi: zuidoostelijk Kameroen en de zuidwestelijke Centraal-Afrikaanse Republiek.
- T. r. mayombe: Congo en westelijk Congo-Kinshasa.
- T. r. somereni: westelijk en zuidelijk Oeganda.
- T. r. emini: zuidoostelijk Oeganda, westelijk Kenia en noordwestelijk Tanzania.
- T. r. ignea: oostelijke Centraal-Afrikaanse Republiek, Congo-Kinshasa, noordoostelijk Angola en noordwestelijk Zambia.
- T. r. smithii (Annobónparadijsmonarch): Annobón (eiland van Equatoriaal-Guinea).

## Status
De grootte van de populatie is niet gekwantificeerd maar de soort wordt omschreven als schaars tot zeer talrijk. Op de Rode lijst van de IUCN heeft deze soort de status niet bedreigd.